# Johannes Sykutris
Johannes Sykutris (eigentlich griechisch Ιωάννης Συκουτρής Ioannis Sykoutris, * 1. Dezember 1901 in Smyrna; † 21. September 1937 in Korinth) war ein griechischer klassischer Philologe.

## Leben
Sykutris wurde in Smyrna geboren, als die Stadt noch mehrheitlich griechisch bevölkert war. Er besuchte die dortige Evangelische Schule (Εὐαγγελικὴ σχολή) und konnte dank seiner überdurchschnittlichen Leistungen mit der Unterstützung des Erzepiskopats von Smyrna 1919 ein Studium an der Universität Athen aufnehmen. Nach der Eroberung Smyrnas durch Mustafa Kemal Pascha im Griechisch-Türkischen Krieg unterbrach Sykutris sein Studium und ging als Hilfslehrer nach Zypern. Nach Kriegsende schloss er von 1924 bis 1925 seine Studien in Athen ab und begab sich auf eine mehrjährige Reise nach Deutschland, wo er seine Studien vertiefte: Zunächst ein Jahr in Leipzig, dann drei Jahre in Berlin, das letzte Jahr unterstützt durch ein Stipendium der Alexander-von-Humboldt-Stiftung. In Berlin kam er mit Ulrich von Wilamowitz-Moellendorff, Wilhelm Schubart und Paul Maas in Kontakt.
Nach seiner Rückkehr nach Griechenland unterrichtete Sykutris ein Jahr lang am Arsakeion in Athen und arbeitete als Bibliothekar der Akademie von Athen, ehe ihn die Universität zum Dozenten ernannte. Einem Ruf der Deutschen Universität Prag (1933) konnte er nicht folgen. In den darauffolgenden Jahren erfuhr er viel Kritik wegen seiner Veröffentlichungen über das platonische Symposion und die antike griechische Päderastie. Im Jahr 1937 nahm er sich vor Semesterbeginn in Korinth das Leben.
In Griechenland ist Sykutris besonders als Übersetzer der Poetik des Aristoteles und des Symposion von Platon bekannt. In Deutschland gründet seine Bedeutung auf zahlreichen Veröffentlichungen der späten 20er und frühen 30er Jahre. Er befasste sich mit der Kommentierung und Emendation antiker Briefliteratur; besonders seine Forschungen über das Alter und die Autorenschaft der Sokratikerbriefe waren bahnbrechend.
Die Akademie von Athen hat die Ioannis-Sykoutris-Bibliothek nach ihm benannt.